# خردماهی
خُردماهی از ماهیان کوچکی است که به عنوان خوراک ماهیان بزرگ‌تر در دریاها زندگی می‌کند.
زیستگاه خردماهی اقیانوس اطلس و اقیانوس یخ‌بسته شمالی است.
خردماهی‌ها در تابستان‌ها در کنار پهنه‌های یخی از انبوه پلانکتونها تغذیه می‌کند.